# Ammophila wrightii
Ammophila wrightii là một loài côn trùng cánh màng trong họ Sphecidae, thuộc chi Ammophila. Loài này được Cresson miêu tả khoa học đầu tiên năm 1868.